# Canton de Lyon-I
Pour les articles homonymes, voir Lyon I.
Le canton de Lyon-I est une ancienne division administrative française située dans le département du Rhône en région Rhône-Alpes.

## Composition
Le canton de Lyon-I correspondait au 2e arrondissement de Lyon. Il comprenait donc les quartiers des Cordeliers, de Bellecour, d'Ainay, de Perrache et de la Confluence.

## Histoire
Le canton de Lyon-I est créé par le décret du 28 février 2000 qui fusionne les anciens cantons de Lyon 1 et Lyon 2.
Il disparaît le 1er janvier 2015 avec la création de la métropole de Lyon.

## Représentation

### Conseillers généraux du canton de Lyon 1 (1833 à 2001)
| Période                                  | Période          | Identité                       | Étiquette                        | Qualité |
| ---------------------------------------- | ---------------- | ------------------------------ | -------------------------------- | --- |
| 1833                                     | 1848             | Clément Reyre (1790-1869)      |                                  | Fabricant, propriétaire, adjoint au Maire de Lyon                                                                                     |
| 1848                                     | 1852             | Louis Chaley (1791-1880)       |                                  | Conseiller à la Cour d'Appel |
| 1852                                     | 1862 (décès)     | Claude Duhamel (1785-1862),    |                                  | Ancien colonel dans l'artillerie Maire du 2ème arrondissement de Lyon (1852-1861)                                                     |
| 1862                                     | 1867             | Jacques-Louis Hénon            | Opposition                       | Médecin et botaniste à Lyon Député (1852, 1857-1869)                                                                                  |
| 1867                                     | 1871             | Émile Bonnardel                | Républicain                      | Propriétaire, négociant, entrepreneur de transports à Lyon                                                                            |
| 1871                                     | 1879 (démission) | Charles Falconnet              | Républicain                      | Négociant Maire du 4e arrondissement de Lyon                                                                                          |
| 1879                                     | 1883 (décès)     | Jean-Marie Bavozet (1833-1883) |                                  | Professeur à Lyon |
| 1883                                     | 1893 (démission) | Jean Clapot                    | Républicain Radical              | Géomètre-expert puis architecte Député (1892-1898) Président du conseil général (1887-1889 et 1892-1893) Conseiller municipal de Lyon |
| 1894                                     | 1925             | Alphonse Gourd                 | Républicain Conservateur Libéral | Avocat à Lyon Député (1898-1924) |
| 1925                                     | 1931             | Marcel Freissinet              | SFIO                             | Avocat à Lyon |
| 1931                                     | 1940             | Joannès Mercier (1888-1971)    | Rad.                             | Commerçant, représentant Conseiller municipal de Lyon                                                                                 |
|                                          |                  |                                |                                  | |
| 1943                                     | 1944             | Pierre Bertrand                |                                  | Chirurgien Maire de Lyon (1943-1944) Nommé conseiller départemental en 1943                                                           |
|                                          |                  |                                |                                  | |
| 1945                                     | 1951             | René Moratti                   | Rad.                             | Employé municipal à Lyon, délégué cantonal                                                                                            |
| 1951                                     | 1982             | Henri Collomb                  | RPF puis CNI                     | Avocat Député (1958-1962) Adjoint au maire de Lyon (1953-1983) Conseiller régional (1979-1982)                                        |
| 1982                                     | 2001             | Albéric Galliard de Lavernée   | RPR                              | Consultant Vice-président du conseil général                                                                                          |
| Les données manquantes sont à compléter. |                  |                                |                                  | |

### Conseillers d'arrondissement de Lyon-1 (de 1833 à 1940)
| Période                                  | Période           | Identité                        | Étiquette                | Qualité |
| ---------------------------------------- | ----------------- | ------------------------------- | ------------------------ | --- |
| 1833                                     | 1836              | Thomas Jacques Léguillier       |                          | Propriétaire, maire de La Guillotière                                                                       |
| 1836                                     | 1842              | Louis André                     |                          | Maire de Collonges-au-Mont-d'Or (de 1835 à 1837) puis de La Guillotière (de 1837 à 1839)                    |
| 1842                                     | 1845              | Jacques Bernard                 |                          | Maire de La Guillotière (de 1840 à 1845)                                                                    |
|                                          |                   |                                 |                          | |
| 1848                                     | 1852              | Boniface Blanc (1806-1888)      | Républicain              | Peintre, conseiller municipal de Lyon                                                                       |
| 1852                                     | 1864              | M. Morand                       |                          | Premier adjoint puis maire du 2ème arrondissement de Lyon                                                   |
|                                          |                   |                                 |                          | |
| 1877                                     | 1895              | Lucien Lévy                     | Républicain              | Négociant en soieries à Lyon                                                                                |
| 1895                                     | 1896 (annulation) | Louis Sauterot                  | Républicain              | Négociant à Lyon                                                                                            |
| 1896                                     | 1904              | Louis Dupriez (1850-1933)       | Libéral                  | Sous-chef de dépôt PLM retraité, Lyon                                                                       |
| 1904                                     | 1910              | Pierre Gonnand                  | Radical                  | Représentant de commerce                                                                                    |
| 1910                                     | 1922              | Gustave Levrat (1867-1943)      | Républicain progressiste | Médecin major, Lyon                                                                                         |
| 1922                                     | 1928              | Léon Abraham Brunel (1863-1931) | Radical                  | Employé au chemin de fer, adjoint au maire de Lyon                                                          |
| 1928                                     | 1936 (décès)      | Charles Biennier (1864-1936)    | Républicain modéré       | Ciseleur, adjoint au maire de Lyon (1929-1936)                                                              |
| 1936                                     | 1940              | Robert Poiget (1887-1970)       | PSF                      | Comptable                                                                                                   |
| 1940                                     |                   |                                 |                          | Les conseils d'arrondissement ont été suspendus par la loi du 12 octobre 1940 et n'ont jamais été réactivés |
| Les données manquantes sont à compléter. |                   |                                 |                          | |

### Conseillers généraux du canton de Lyon 2 (1833 à 2001)
| Période                                  | Période            | Identité                              | Étiquette                                               | Qualité |
| ---------------------------------------- | ------------------ | ------------------------------------- | ------------------------------------------------------- | --- |
| 1833                                     | 1848               | Jean-François Terme                   | Centre droit                                            | Médecin, propriétaire, maire de Lyon Député (1842-1847) Président des hôpitaux civils de Lyon                            |
| 1848                                     | 1864 (destitution) | Demophile Laforest                    | Républicain                                             | Notaire, maire de Lyon (1840-1847)                                                                                       |
| 1864                                     | 1871 (démission)   | Jean-Baptiste dit Joannis Ferrouillat | Bonapartiste (Groupe Cavaignac) puis Républicain rallié | Avocat Député du Rhône (1848-1849) Député du Var (1871-1876) Sénateur du Var (1876-1891)                                 |
| 1871                                     | 1873 (démission)   | Antoine Gailleton (1829-1904)         | Républicain                                             | Chirurgiuen-major de l'hôpital de l'Antiquaille à Lyon                                                                   |
| 1873                                     | 1874               | Arthur Ballue                         | Républicain                                             | Rédacteur en chef du Républicain, Lyon                                                                                   |
| 1874                                     | 1880               | Jacques Castanier                     | Républicain                                             | Ingénieur-constructeur                                                                                                   |
| 1880                                     | 1898               | Fleury Rebatel                        | Républicain                                             | Docteur en médecine Président du conseil général (1883-1885 et 1889-1891)                                                |
| 1898                                     | 1926 (décès)       | Antonin Gourju                        | Républicain                                             | Avocat Sénateur (1900-1926) Conseiller municipal de Lyon                                                                 |
| 1926                                     | 1940               | Antoine Sallès                        | Rép.ind.                                                | Avocat à la Cour d'appel de Lyon, conseiller d'arrondissement Député (1928-1940)                                         |
|                                          |                    |                                       |                                                         | |
| 1945                                     | 1952 (décès)       | Charles Montrochet                    | PRL-RPF                                                 | Avocat, conseiller municipal de Lyon, ancien conseiller d'arrondissement                                                 |
| 7 décembre 1952                          | 1955               | Georges Rimaud (1887-1977)            | CNI                                                     | Ancien colonel de cavalerie Adjoint au maire de Lyon                                                                     |
| 1955                                     | 1967               | Florian Bruyas                        | CNI                                                     | Entrepreneur en ferronnerie-quincaillerie Sénateur (1953-1968)                                                           |
| 1967                                     | 1979               | Armand Tapernoux (1899-1984)          | DVG                                                     | Docteur vétérinaire, professeur de chimie puis directeur de l'École vétérinaire de Lyon Premier adjoint au maire de Lyon |
| 1979                                     | 1998               | Roger Fenech                          | UDF-FD                                                  | Inspecteur des Impôts Député (1978-1981)                                                                                 |
| 1998                                     | 2001               | Denis Broliquier                      | UDF-DL                                                  | Responsable pédagogique de l'IDRAC Business School Maire du 2e arrondissement depuis 2001                                |
| Les données manquantes sont à compléter. |                    |                                       |                                                         | |

### Canton de Lyon-2: conseillers d'arrondissement (1833 à 1940)
| Période         | Période          | Identité                        | Étiquette                  | Qualité |
| --------------- | ---------------- | ------------------------------- | -------------------------- | --- |
| 1833            | 1848             | Louis Janson (1787-1870)        |                            | Médecin, chirurgien à l'Hôtel-Dieu à Lyon, Président de la commission administrative des bureaux de bienfaisance, propriétaire à Lantignié |
|                 |                  |                                 |                            | |
| 1880            | 1884 (démission) | Pierre Blanc (?-1901)           | Républicain                | Maire du 1er arrondissement |
| 1884            | 1887 (démission) | M. Guillermier                  |                            | Modiste |
| 1887            | 1895             | M. Thomas                       | Républicain radical        | Président du Conseil d'arrondissement |
| 1895            | 1906 (décès)     | Jean Pierre Marduel (1842-1906) | Droite libérale catholique | Médecin, interne des hôpitaux à Lyon |
| 1906            | 1926             | Antoine Sallès                  | Rép.ind.                   | Avocat à la Cour d'appel de Lyon |
| 18 juillet 1926 | 1935 (décès)     | François Gervais                | Libéral                    | Conseiller municipal du 2ème arrondissement                                                                                                |
| 1935            | 1940             | Charles Montrochet (1882-1952)  | Droite                     | Avocat, conseiller municipal de Lyon |
| 1940            |                  |                                 |                            | Les conseils d'arrondissement ont été suspendus par la loi du 12 octobre 1940 et n'ont jamais été réactivés                                |

### Conseillers généraux du nouveau Canton de Lyon-I (2001-2014)
| Période                                  | Période | Identité                     | Étiquette | Qualité                                      |
| ---------------------------------------- | ------- | ---------------------------- | --------- | -------------------------------------------- |
| Les données manquantes sont à compléter. |         |                              |           |                                              |
| 2001                                     | 2014    | Albéric Galliard de Lavernée | UMP       | Consultant Vice-président du conseil général |

## Évolution démographique
| 2006   | 2011   | 2012   |
| ------ | ------ | ------ |
| 30 276 | 30 575 | 30 958 |